# الاختلافات النصية في رسالة كورنثوس الأولى
الاختلافات النصية في رسالة كورنثوس الأولى او الرسالة الأولى إلى أهل كورنثوس ( قورنثوس) (بالإنجليزية: Textual variants in the First Epistle to the Corinthians ) هي موضوع دراسة الاختلافات النصية في المخطوطات او ترجمات عندما يقوم الناسخ بإجراء تحريفات متعمدة أو غير مقصودة في مخطوطة على النص الذي يتم إعادة إنتاجه او ترجمته وترد في هذه المقالة أدناه قائمة مختصرة من المتغيرات النصية في هذي رسالة بالذات.

## الاختلافات النصية الموجودة
''أَلَسْتُ أَنَا رَسُولاً؟ أَلَسْتُ أَنَا حُرّاً؟ أَمَا رَأَيْتُ يَسُوعَ الْمَسِيحَ رَبَّنَا؟ أَلَسْتُمْ أَنْتُمْ عَمَلِي فِي الرَّبِّ؟'' (1 كورنثوس 9: 1) التراجم العربية التي كتبت {الْمَسِيحِ} (الفانديك)  التراجم العربية التي حذفت {الْمَسِيحِ} ''الحياة'' ''المشتركة'' 'البولسية'' ''الكاثوليكية'' ''المبسطة'' ''اليسوعية' ''السارة'' في المخطوطات ,غير موجودة في السينائية والفاتيكانية والاسكندري والقبطي الصعيدي
"لأَنَّكُمْ قَدِ اشْتُرِيتُمْ بِثَمَنٍ. فَمَجِّدُوا اللهَ فِي أَجْسَادِكُمْ وَفِي أَرْوَاحِكُمُ الَّتِي هِيِ للهِ." (1 كورنثوس 20:6) التراجم العربية التي كتبته 'الفانديك'' التراجم التي حذفته ''الحياة'' ''اليسوعية'' ''السارة'' ''المبسطة'' ''الكاثوليكية'' في المخطوطات ,غير موجودة في السينائية والفاتيكانية والاسكندري والافرايمية وبيزا ومخطوطات اللاتيني والفولجاتا والقبطي الصعيدي والبحري والفيومي والاثيوبي والجورجي وبردية 46
انْ كَانَ أَحَدٌ لاَ يُحِبُّ الرَّبَّ يَسُوعَ الْمَسِيحَ فَلْيَكُنْ أَنَاثِيمَا. مَارَانْ أَثَا. ( 1 كورنثوس 16: 22 ) التراجم العربية التي كتبته 'الفانديك'' التراجم التي حذفته ''السارة'' ''الحياة' ''المشتركة'' 'البولسية' ''الكاثوليكية'' ''اليسوعية' ''المبسطة'' السارة'غير موجودة في السينائية والفاتيكانية والاسكندري والقبطي الصعيدي
وَشَكَرَ فَكَسَّرَ وَقَالَ: «خُذُوا كُلُوا هَذَا هُوَ جَسَدِي الْمَكْسُورُ لأَجْلِكُمُ. اصْنَعُوا هَذَا لِذِكْرِي». ( 1 كورنثوس 11: 24 ) التراجم العربية التي كتبته 'الفانديك'' ''النسخة الارثوذكسية'' التراجم التي حذفته ''الحياة'' ''اليسوعية'' ''السارة'' ''المبسطة'' ''المشتركة'' ''الكاثوليكية' '' البولسية'' ''الشريف'' في المخطوطات ,غير موجودة في بردية 46 و الفاتيكانية وبعض مخطوطات الفلجاتا والترجمات القبطية وبعض مخطوطات الخط الصغير المقطع ( خُذُوا كُلُوا) غير موجود في مخطوطات يونانية ومخطوطات لاتيني ومخطوطات فولجاتا والسريان الفلسطيني والقبطي الصعيدي والبحري وكما اقتبس ثيودوريطس وبيلاجيوس ونسطور النص الذي لا يحتوي على مقطع ( خُذُوا كُلُوا) 

### الاختلاف في محتوى النص
أما أنا فلم أستعمل شيئا من هذا ولا كتبت هذا لكي يصير في هكذا. لأنه خير لي أن أموت من أن يعطل أحد فخري.///أما أنا فلم أستعمل أي حق من هذه الحقوق، ولم أكتب هذا لأعامل هذه المعاملة. فالموت أفضل لي من أن. مفخرتي هذه لن ينتزعها أحد (1 كورنثوس 9: 15) التي كتبت نص الثاني بردية 46 والفاتيكانية وعدة مخطوطات بعد القرن التاسع واما مخطوطات السينائية فا هي كتبت النصين معن
وَإِنْ أَطْعَمْتُ كُلَّ أَمْوَالِي وَإِنْ سَلَّمْتُ جَسَدِي حَتَّى ( أفتخر/أحترق) وَلَكِنْ لَيْسَ لِي مَحَبَّةٌ فَلاَ أَنْتَفِعُ شَيْئاً ( 1 كورنثوس 13: 3 ) التراجم العربية التي كتبت {افتخر} ''السارة'' التراجم العربية التي كتبت {احترق} ''فاندايك'' ''الحياة'' ''اليسوعية'' ''البولسية'' ''الكاثوليكية'' ''المشتركة'' المخطوطات التي كتبت {افتخر} السينائية والفانيكانية والإسكندرية ومعهم الترجمة القبطي الصعيدي والبحيري
وَلاَ نُجَرِّبِ (المسيح/الرب/الله) كَمَا جَرَّبَ أَيْضًا أُنَاسٌ مِنْهُمْ، فَأَهْلَكَتْهُمُ الْحَيَّاتُ. ( 1 كورنثوس 9:10 ) التراجم العربية التي كتبت {المسيح} 'الفانديك'' '' السارة'' التي كتبت {الرب} '' الحياة'' '' اليسوعية'' '' الكاثوليكية'' '' البولسية'' المخطوطات التي كتبت {الرب} السينائية والفاتيكانية والافرايمية
هُوَذَا سِرٌّ أَقُولُهُ لَكُمْ: (لا نرقد كلنا ولكننا كلنا نتغير///سنقوم كلنا ولكن ليس كلنا نتغير) ( 1 كورنثوس 15: 51) المخطوطات التي كتبت { سنقوم كلنا ولكن ليس كلنا نتغير} الفلجاتا وبعض مخطوطات اللاتينية القديمة وكما اقتبسه اباء للاتينيين كترتليان وهيلاري وأمبروز وتيرانيوس روفينوس وأوغسطينوس
"وَأَنَّهُ ظَهَرَ لِصَفَا ثُمَّ (للاثني عشر/ الأحد عشر) ( كورنثوس 15: 5) المخطوطات التي كتبت { الأحد عشر} الفلجاتا من القرن الرابع

### الاختلاف في مكان نص في رسالة
"لِتَصْمُتْ نِسَاؤُكُمْ فِي الْكَنَائِسِ، لأَنَّهُ لَيْسَ مَأْذُونًا لَهُنَّ أَنْ يَتَكَلَّمْنَ، بَلْ يَخْضَعْنَ كَمَا يَقُولُ النَّامُوسُ أَيْضًا. ( 1 كورنثوس 14: 34) وَلكِنْ إِنْ كُنَّ يُرِدْنَ أَنْ يَتَعَلَّمْنَ شَيْئًا، فَلْيَسْأَلْنَ رِجَالَهُنَّ فِي الْبَيْتِ، لأَنَّهُ قَبِيحٌ بِالنِّسَاءِ أَنْ تَتَكَلَّمَ فِي كَنِيسَةٍ." ( كورنثوس 14: 35) يتم تغيير مكان النصين الى بعد ( 1 كورنثوس 14:40 ) في مخطوطات بيزا وعدة مخطوطات يونانية ومخطوطات لاتيني وبعض مخطوطات الفولجاتا

### اختلافات متنوعة في ذات نص
''الإِنْسَانُ الأَوَّلُ مِنَ الأَرْضِ تُرَابِيٌّ. الإِنْسَانُ الثَّانِي( الرب / الانسان/الانسان الرب/ انسان روحي) مِنَ السَّمَاءِ. ( 1 كورنثوس 15: 47 ) التراجم العربية التي كتبت {الرب} 'الفانديك'' التراجم التي كتبت {الانسان} ''الحياة''''المشتركة'' 'البولسية'' ''الكاثوليكية'' ''اليسوعية'''المبسطة'' ''السارة'' في المخطوطات التي لم تكتب {الرب} الفاتيكانية والافرايمية والترجمة اللاتينية القديمة والفلجاتا , المخطوطات التي كتبت {الانسان الرب} الاسكندرية  والسينائية من المصحح الثاني ومخطوطة بيزا المصحح الثاني, المخطوطات التي كتبت {انسان روحي} البردية 46, مسيحيين مشهورين اقتبسه النص الذي مكتوب فيه {الانسان} أوريجانوس وبطرس الأول وأثناسيوس وغريغوريوس وإبيفانيوس وهسيخيوس الاسكندري وثيودوريطس وترتليان وقبريانوس القرطاجي وأمبروسياستر وبريسيليان وباسيان وجيروم وبيلاجيوس وكودفولتداوس القرطاجي